# Giải thưởng Nhà nước Liên bang Nga
```
Giải thưởng Nhà nước của Liên bang Nga
, được dịch chính thức ở Nga là 
Giải thưởng Quốc gia Liên bang Nga
, là một giải thưởng danh dự cấp nhà nước ra đời năm 1992 để kế thừa 
Giải thưởng Nhà nước Liên Xô
 sau khi 
Liên Xô tan rã
. Năm 2004, các tiêu chí chấm điểm và vị thế của giải thưởng đã được nâng cao đáng kể khiến giải này giống như một 
Giải Nobel
 của Nga hay 
Giải thưởng Lenin
 như thời Liên Xô cũ.
[
1
]
```

Mỗi năm Nga trao bảy giải:
- Ba giải thưởng cho khoa học và công nghệ (theo tờ Kommersant, năm 2008 có một giải thứ tư trao cho khoa học và công nghệ theo một sắc lệnh đặc biệt của Tổng thống Dmitri Medvedev nhưng danh tính người nhận giải nằm trong vòng bí mật do tính chất công việc[2]);
- Ba giải thưởng cho văn học và nghệ thuật;
- Một giải thưởng cho công tác nhân đạo (ra đời năm 2005[3]).

Từ đó đến nay mới chỉ có ba giải nhân đạo: một cho Thượng phụ Alexey II của Giáo hội Chính thống Nga (2005), một cho nhà văn Nga Alexanderr Solzhenitsyn (2006) và một cho Tổng thống Pháp Jacques Chirac (2007).
Giải thưởng gồm tiền mặt 5 triệu rúp Nga (khoảng 200.000 đô la Mỹ), huy chương và bằng chứng nhận. Trường hợp đồng tác giả có đóng góp ngang nhau cho một tác phẩm hay công trình thì giải thưởng chia đều cho không quá ba tác giả.
Giải thưởng do Tổng thống Nga trao tặng trong một buổi lễ được tổ chức tại Đại Cung điện Kremlin bên trong Kremlin Moskva vào ngày Nga (ngày 12 tháng 6) và được truyền hình trực tiếp.

## Huy chương
Huy chương của Giải thưởng Nhà nước do họa sĩ Yevgeny Ukhnalyov (Евгений Ухналёв) thiết kế dựa trên Quốc huy Nga, là hình ảnh con đại bàng hai đầu bằng vàng cắp cây vương trượng và cây thánh giá Globus cùng một chiếc khiên màu đỏ thể hiện Thánh George và con rồng. Đại bàng đội vương miện hai vương miện nhỏ và một vương miện lớn, bao quanh là vòng hoa bạc làm từ các nhánh cọ và nguyệt quế nối với nhau bằng dải ruy băng đỏ. Thiết kế này được thông qua vào năm 2005.